# Comunidad de bienes de la iglesia primitiva de Jerusalén
La Comunidad de Bienes de la Iglesia Primitiva de Jerusalén (también conocida como la comunidad de bienes de los cristianos primitivos) se refiere a la transferencia de todas las propiedades y la repartición de las ganancias con los necesitados, que los Hechos de los Apóstoles (Hechos 2:44; 4:32) en el Nuevo Testamento destacan como una característica de esta primera comunidad del cristianismo primitivo en Jerusalén. Para emular este relato del Nuevo Testamento, varios grupos cristianos posteriores intentaron compartir sus propiedades y administrarlas de forma conjunta en todo o en parte.

## Nuevo Testamento

### Textos sobre la comunidad de bienes
La afirmación "tenían todas las cosas en común" se encuentra dos veces, casi palabra por palabra, en los textos de Hechos 2:42-47 y Hechos 4:32-35.
Inmediatamente después del milagro de Pentecostés y del primer sermón de Simón Pedro, Hechos 2:42-47 resume las principales características de la iglesia primitiva en Jerusalén:
"Se atenían a la enseñanza de los apóstoles, a la comunión, a la fracción del pan y a las oraciones. Todos estaban llenos de temor, porque los apóstoles hacían muchos milagros y señales. Todos los que habían creído formaban una comunidad y tenían todo en común. Vendían sus posesiones y bienes y daban a cada uno lo que necesitaba. Día tras día permanecían unidos en el Templo, partían el pan en las casas y comían juntos con alegría y sencillez de corazón. Alababan a Dios y eran amados por el pueblo. Y cada día el Señor traía a la comunidad a todos los que habían de ser salvos."
El autor de Hechos emplea aquí únicamente la palabra koinonia ("comunidad"). Como confirma la expresión hapanta koina ("todo en común"), en el NT no se refiere sólo a la armonía personal, sino también al uso social de los bienes. La distribución de los beneficios de las ventas a los necesitados es, por tanto, parte constitutiva de esta comunidad y tiene el mismo rango que la enseñanza apostólica, la celebración de la comida (en la que sacramento y saciedad eran todavía inseparables), la oración y la misión. Según Hechos 2:47, la Iglesia primitiva recibió por ello la simpatía del pueblo judío.
El texto presenta estas características como efecto del Espíritu Santo derramado en el milagro de Pentecostés y en el primer sermón de Pedro, que proclama centralmente la Resurrección de Jesucristo, el que había sido crucificado previamente por la culpa de todos (Hechos 2:36). Termina con la llamada (Hechos 2:38, 40): "Convertíos y bautícese cada uno de vosotros en el nombre de Jesucristo para perdón de vuestros pecados; y recibiréis el don del Espíritu Santo. [...] ¡Sed salvos de esta generación perversa!". A continuación se realiza un bautismo colectivo de los oyentes del sermón. Su comunidad de bienes demuestra que han recibido el Espíritu prometido y que responden a la llamada al arrepentimiento.
Después de otros éxitos misioneros, Hechos 4:32-35 vuelve al tema de la comunidad de bienes y explica su naturaleza y propósito:
“Y la multitud de los creyentes tenía un solo corazón y una sola alma; y nadie decía ser suyo propio nada de lo que poseía, sino que todas las cosas eran comunes a ellos. [...] Y ninguno de ellos padecía necesidad, pues los que poseían tierras o casas las vendían, y traían el precio de lo vendido y lo ponían a los pies de los apóstoles, y ellos lo repartían a cada uno según su necesidad.”
En consecuencia, la propiedad privada siguió existiendo formalmente, pero cada persona bautizada renunció a sus derechos de propiedad en favor de los demás miembros de la congregación como se requería. Hechos describe el estado de propiedad común alcanzado de esta manera con la expresión: hapanta koina, análoga al ideal helenístico de amistad en la época, de modo que la iglesia primitiva era y debía ser también un modelo a seguir para los no judíos.
Estos resúmenes son seguidos por ejemplos:
- (Hechos 4:36-37): "José, a quien los apóstoles habían dado el sobrenombre de Bernabé [...] poseía un campo y lo vendió, trayendo el dinero y poniéndolo a los pies de los apóstoles";
- (Hechos 5:1-11): nos dice que Ananías y Safira vendieron un terreno juntos, pero se quedaron con parte del dinero y Ananías solo trajo una parte a los apóstoles. Pedro le preguntó:

"Ananías, ¿por qué Satanás llenó tu corazón para que mintieras al Espíritu Santo y te quedaras con parte del dinero de la venta de la propiedad? ¿No podía seguir siendo tuya y no podías disponer libremente de lo que habías ganado, incluso después de la venta?”
Con la decisión en su corazón, no había mentido a la gente, sino a Dios: “Cuando Ananías oyó estas palabras, cayó al suelo y murió”. Lo mismo le pasó a su esposa, quien entonces confrontó a Pedro por lo que había hecho.
Los ejemplos contrastan la conducta deseada de donar todo el producto de la venta de un terreno a la iglesia con la conducta condenada de quedarse con una parte del producto para sí mismo. Según la reacción de Pedro, la venta y la donación del terreno fueron voluntarias, pero retener una parte era mentirle a Dios porque el donante fingió donar el producto completo. Al hacerlo, rompió la comunión surgida por el Espíritu Santo, que tenía como propósito beneficiar a los necesitados. En consecuencia, no se debe ocultar el producto real de una donación voluntaria ni entregar en su totalidad una donación previamente anunciada. Después de esto, los Hechos ya no mencionan la comunidad de bienes.

### Textos sobre la equiparación de la propiedad entre comunidades
Según Hechos 6:1-7: la comunidad de bienes no siempre aseguraba que todos tuvieran lo necesario: las viudas de los cristianos judíos de habla griega habían sido desatendidas en la distribución diaria de alimentos. Una asamblea general de la iglesia transfirió la distribución de alimentos, que anteriormente había sido realizada por los mismos apóstoles, a un comité recién elegido de siete diáconos.
Otros textos del NT hablan de colectas de otras iglesias para la iglesia primitiva, y muestran que allí todavía había escasez, de modo que se introdujo una igualación de posesiones entre las iglesias. Hechos 11:27-30 menciona una colecta de este tipo en Antioquía. Según Gálatas 2:10, en el Concilio de los Apóstoles (hacia el año 48), se acordó una colecta continua para la iglesia primitiva, que Pablo de Tarso quería recaudar de las iglesias que había fundado. Una hambruna en la región alrededor del año 47/48 fue una posible razón para ello. El ejemplo de la comunidad de bienes de Jerusalén puede haber inspirado la colecta externa de donaciones.
En Romanos 15,25-29, Pablo describe la entrega de esta colecta "para los pobres de entre los santos de Jerusalén" (cf. Hc 24,17) y escribe sobre los donantes: "Lo han hecho voluntariamente y también son deudores de ellos. Porque si a los gentiles se les ha dado una parte de sus bienes espirituales, es justo y apropiado que ellos también los sirvan con los bienes materiales". Por eso, él no entendió esta colecta para los pobres como un servicio de caridad, sino como un deber teológico de los cristianos gentiles, que debían agradecer a los cristianos judíos por el mensaje de salvación que habían recibido y confirmar su vínculo duradero.
En 2 Cor 8:1-15, Pablo anima a la iglesia de Corinto a continuar la colecta que habían iniciado anteriormente para la iglesia primitiva: "Pues ya sabéis lo que hizo nuestro Señor Jesucristo en su amor: El que era rico se hizo pobre por vosotros, para enriqueceros con su pobreza. [...] Porque no se trata de que os pongáis en necesidad ayudando a los demás, sino de una compensación. En este momento, vuestra abundancia debe ayudar a compensar la pobreza de ellos, para que un día la abundancia de ellos también ayude a compensar vuestra pobreza. De esta manera habrá un equilibrio, como dice la Escritura: "El que había acumulado mucho no tuvo demasiado, y el que tenía poco no tuvo demasiado poco". Pablo retomó así la intención de la comunidad de bienes de compensar la carencia de los pobres dentro de la comunidad cristiana y trasladó la idea de la igualación de posesiones entre los miembros ricos y pobres de la iglesia a la relación entre todas las iglesias.

## Intentos de revivir la experiencia
En la historia del cristianismo, la comunidad de bienes de la Iglesia primitiva (Hechos 2:4) sirvió como modelo para algunas pequeñas sectas cristianas. Constituye un punto de referencia crítico para toda la relación de las iglesias con la pobreza, la propiedad y las posesiones. También proporciona una base para la crítica social, ya que implica vivir juntos como iguales en una solidaridad mutua y vinculante sin explotación y, por lo tanto, tiene como objetivo dar testimonio y anticipar el Reino de Dios venidero.

### Antigüedad tardía
La iglesia primitiva desarrolló una jerarquía y los inicios de una ética de doble nivel, que emitió los mandamientos de Jesús a la mayoría de los cristianos. Los obispos de la iglesia también eran grandes terratenientes. Compartir la propiedad con los pobres se dejó al individuo como limosna voluntaria. Como un movimiento contrario a esto, surgió el monacato cristiano a partir del año 300 en adelante, que generalmente se atribuye al ascetismo.
Otto Gerhard Oexle, por otro lado, ve la idea de la Vita communis, inspirada en la comunidad de bienes de la iglesia primitiva, como la razón del surgimiento del monacato cristiano. Los anacoretas siguieron el ejemplo de Antonio Abad, quien regaló todas sus posesiones en 305 y se retiró al desierto como ermitaño.
Pacomio fundó el primer monasterio cristiano como koinobion alrededor de 325. Para Otto, la Iglesia Primitiva de Jerusalén fue un motivo definitorio, aunque probablemente aún no introdujo una comunidad de bienes. Los representantes del monaquismo cenobítico siempre se remitieron a Hechos 2,44 y 4,32 para rechazar el modelo ascético y justificar la creciente comunión como la forma correcta de convivencia de los cristianos que iba de la mano con la cristianización.
Eusebio de Vercelli (283-371) introdujo una comunidad de vida y bienes para el clero de su ciudad en el año 340 de acuerdo con Hechos 2.
Para muchos Padres de la Iglesia, la comunidad de bienes de la iglesia primitiva era el ideal de la época apostólica, desde donde criticaban el lujo, la venalidad, las ganancias injustas, el cobro de intereses (como usura) y la avaricia. En el año 368, durante una grave hambruna en Capadocia, el presbítero Basilio el Grande, que anteriormente había vivido sin posesiones durante mucho tiempo como anacoreta, criticó duramente a los ricos, que explotaban la falta de alimentos para aumentar los precios y la escasez de bienes. Exigió el uso inmediato y sin reservas de sus bienes para el bien común, la reducción de los precios y las tasas de interés de los préstamos. Organizó la alimentación regular de los pobres a partir de donaciones continuas y, a raíz de esta ayuda de emergencia, estableció un asentamiento para los pobres que les proporcionaba alimentos y tratamiento médico de forma permanente. Su idea básica era que toda la propiedad privada pertenecía a Dios, de modo que cada persona rica era sólo su fideicomisario y administrador y tenía que movilizar todos los excedentes de ganancias para los pobres.
Gregorio Nacianceno y Gregorio de Nisasiguieron este principio llamado patronazgo. Jerónimo legitimó el monacato cenobítico alrededor del año 380 al señalar que los cristianos judíos de Alejandría y otros lugares habían practicado la comunidad de bienes durante siglos. Juan Casiano escribió sobre Hechos 2:44: "Toda la iglesia vivía así en ese tiempo, mientras que hoy en día sólo hay unos pocos en los monasterios que llevan esta vida". De este modo, idealizó el cristianismo primitivo en contraste con la iglesia de su tiempo.
Una vez que el cristianismo se convirtió en la Religión del Estado (380), la comunidad de bienes solo se practicaba en monasterios separados. La Regla de San Agustín, escrita alrededor de 397, parafrasea Hechos 2: "Esto es lo que os mandamos en el monasterio. El primer objetivo de vuestra vida común es vivir juntos en unidad y ser un solo corazón y una sola alma en Dios. Por lo tanto, no llaméis nada vuestro propio, sino que todo os pertenezca en conjunto" (cap. 1).
Para Agustín de Hipona, la comunidad de bienes de la iglesia primitiva era la norma y el punto de partida histórico para los cristianos que vivían juntos en comunidades domésticas (vita communis) y, por lo tanto, para la cohesión de todos los cristianos. Enfatizó esta norma en 407 en sermones contra los donatistas, a quienes acusó de tener una actitud egoísta que solo estaba interesada en su propia perfección ética.
La Regla Benedicti (siglo VI) también exigía que los aspirantes a monjes renunciaran a toda propiedad privada. La comunidad de bienes establecía también una economía común y el deber de trabajar en común, estrictamente regulado y diariamente. La administración de los bienes comunes monásticos era responsabilidad exclusiva del abad respectivo, por lo que estaba vinculada a la jerarquía de la orden.

### Edad media
Las órdenes mendicantes practicaban la limosna con entusiasmo, convencían a muchos ricos para que renunciaran a sus propiedades y al mismo tiempo acogían con agrado la expansión de la economía de interés.
La Orden Franciscana fundada en el siglo XI también practicaban la renuncia a la propiedad y a la propiedad comunitaria. Los minoritas, en particular, combinaron esto con mayor fuerza que sus predecesores con una crítica explícita a las relaciones desiguales de propiedad y poder en la Iglesia y la sociedad. Sin embargo, los intentos de alentar al clero a adoptar un estilo de vida no posesivo y a la Iglesia a renunciar a la riqueza fueron rechazados por los papas.
En el siglo XIII, la comunidad de bienes de las órdenes mendicantes dio lugar a una disputa escolástica sobre el papel de la propiedad privada: Tomás de Aquino justificó la propiedad privada y su herencia basándose en el derecho natural como una forma de vida cristiana en pie de igualdad con la comunidad de bienes. Juan Duns Scoto, por el contrario, vio la propiedad común como normalidad, concedió sólo un derecho de uso a los bienes como legítimos, negó el derecho a la propiedad privada y lo interpretó como una invención de los príncipes.
A partir del siglo XIV aparecieron con mayor frecuencia formas de comunidad de bienes críticas con la Iglesia y la sociedad. Hacia 1370 surgió en los Países Bajos el movimiento de los Hermanos de la Vida Común, pero no querían formar una nueva orden religiosa. En cambio, veían su comunidad de bienes como un mandamiento directo de Jesucristo, el único "abad", para todos los canónigos regulares. Para ellos, el modelo de la Iglesia primitiva como enseñanza apostólica era un modo de vida de obligado cumplimiento para todos los cristianos, tanto clérigos como laicos, que la Iglesia sólo había encubierto.

### Era de la Reforma
A partir del siglo XV se produjeron intentos de introducir una reforma radical en la Iglesia y en la sociedad, cuyos representantes a menudo reclamaban una comunidad de bienes y la aplicaban a nivel local o regional: por ejemplo, los taboritas checos (1420) y Hans Böhm (tambor de Niklashausen) (1476).
A partir de 1520, durante el curso de la Reforma, grupos de anabaptistas hicieron tales intentos. A menudo simpatizaban con los levantamientos campesinos alemanes y en algunos casos adoptaron sus demandas para las ciudades que reformaban, por ejemplo: Nicolás Storch, Thomas Müntzer y Hans Hergot en Sajonia y Turingia.
En Zollikon (Suiza), un círculo en torno a Conrad Grebel, Felix Manz y Wilhelm Reublin fundó una comunidad local de bienes después de su expulsión de Zúrich en 1525.
Además de la Confesión de Schleitheim, los anabaptistas difundieron una orden comunitaria en 1527, que pretendía establecer una comunidad de bienes en futuras comunidades anabaptistas. Esto incluía la demanda de un presupuesto especial con el que se debía proveer a los pobres en emergencias agudas. En 1526, en el Tirol, el líder campesino Michael Gaismair intentó, sin éxito, implementar un nuevo sistema de propiedad basado en el cristianismo.
En 1527, en Míkulov (Moravia), Hans Hut, un discípulo de Müntzer, intentó, sin éxito, implementar una comunidad de bienes. Hut entendió la comunidad de bienes como la superación del pecado original de la avaricia en el sentido del noveno y décimo mandamientos. Sus seguidores también la practicaron en sus familias y con los refugiados, a quienes acogieron en sus hogares. En 1528, fundaron una comunidad de bienes, primero en Austerlitz y, luego en 1530, en Auspitz; y, también, abogaron por un pacifismo radical que incluía la renuncia a la autodefensa armada.
En 1533, el líder anabaptista: Jakob Hutter fundó los primeros asentamientos de hermandad en el Tirol, como fincas agrarias y empresas artesanales basadas en la división del trabajo con sus propios jardines de infancia y escuelas, los miembros de estas comunidades serían conocidos posteriormente como: huteritas.
Aunque Hutter, ya en 1535, tuvo que huir a Moravia, los huteritas pudieron preservar sus comunidades hasta el día de hoy. Durante la severa persecución de la Contrarreforma, los huteritas emigraron a Hungría, Valaquia y más tarde a Ucrania, entonces parte del Imperio Ruso, donde han permanecido durante generaciones. Sin embargo, en el siglo XIX, ante una nueva ley de reclutamiento militar obligatorio, casi todos los huteritas emigraron a los Estados Unidos.
La fundación de comunidades de bienes por parte de los anabaptistas fue, en la mayoría de los casos: pensada como iniciativas precursoras de una reorganización esperada de la sociedad en su conjunto, pero no buscaron imponer esto en general. Por otro lado: el Reino Anabaptista de Münster (febrero de 1534 - junio de 1535) impuso la comunidad de bienes y la poligamia con una nueva constitución como deber de todos los cristianos de Münster.
En 1525, Martín Lutero acusó a los campesinos rebeldes de abusar del evangelio para el cambio social y de confundir así la justicia celestial y terrenal (doctrina de los dos reinos). La Gracia de Dios otorgada en el bautismo era independiente del estatus social. La comunidad de bienes de Hechos 4:32ss. era voluntaria y no justificaba ninguna exigencia a los demás. Por el contrario, los campesinos querían conservar su propiedad y crear una propiedad común con la propiedad de otras personas.
En una polémica solicitada por el ayuntamiento en 1528, el pastor de Augsburgo Urbanus Rhegius retrató la teología de los anabaptistas y su forma de vida como una seducción antidivina de los fieles. Interpretó su comunidad de bienes como un mero medio para proporcionar seguridad material a vagabundos ociosos, como envidia y codicia disfrazada. Interpretó su ayuda a los pobres como un caos descontrolado con el que buscaban evadir el orden civil.
Por otro lado, el reformador Juan Brenz defendió a los anabaptistas perseguidos en 1528/30: no habían intentado imponer una comunidad de bienes a todos los cristianos, como no lo habían hecho los monjes anteriores; esto no podía considerarse equivalente a una sedición. Sólo la sedición real, no las intenciones futuras asumidas, debía ser castigada.
En 1525, los levantamientos campesinos habían sido sofocados, y en 1534 la mayoría de las comunas anabaptistas habían sido reprimidas masacrando a decenas de miles de sus seguidores. Sin embargo, los anabaptistas se aferraron a su fe y a su forma de vida, lo que para ellos era un ataque mortal al Corpus Christianum medieval.

### Tiempos modernos
En el siglo XVII hubo otras comunidades de bienes entre las minorías cristianas perseguidas, como los niveladores durante la Revolución Inglesa (1642-1649). Gerrard Winstanley, su portavoz, basó, en algunos textos bíblicos, su demanda de desposeer a todos los nobles ingleses y reemplazar el orden feudal por la propiedad común de la tierra, sin hacer referencia a los teólogos continentales.
A partir de 1668, el jesuita Jean de Labadie introdujo comunidades domésticas en varias regiones de Europa que compartían ingresos y propiedades. Sus seguidores, los labadistas, emigraron a los EE. UU., compraron tierras en Maryland y, en 1683, fundaron allí una comuna rural en 1683, que era dirigida de manera autoritaria por un "obispo" que asignaba tareas diarias a todos. Toda propiedad privada estaba prohibida y el consumo estaba racionado. Se dice que esta comunidad colapsó en 1725 debido al enriquecimiento personal del líder.
Tras una experiencia visionaria que tuvo en prisión alrededor de 1758, la cuáquera inglesa Ann Lee fundó un grupo llamado los Shakers por sus danzas extáticas. Los ocho miembros iniciales emigraron a los EE. UU. en 1770 y fundaron una comunidad célibe, pacifista, espiritualista y misionera cerca de Albany (Nueva York). El grupo acogió a huérfanos y personas sin hogar, muchos de los cuales luego se convirtieron en miembros. Creció hasta 18 comunidades con alrededor de 6000 miembros en 1826, pero, en el año 2000, se reducía a un puñado de personas.
Los Dujobories rusos, fundados probablemente, alrededor de 1740, por un cuáquero, formaron una comunidad de asentamiento, trabajo y propiedad estrechamente organizada en Tauria con el permiso del Zar Alejandro I a partir de 1801. Castigaron a los apóstatas con la muerte y, por lo tanto, en 1839, fueron desterrados a Transcaucasia. Después de varias persecuciones, por su negativa a hacer el servicio militar, Tolstoi logró, en 1886, que se les permitiera emigrar a América del Norte. En sus últimos escritos, Tolstoi describió la sociedad futura que esperaba como una comunidad agraria de propiedad que aboliría el estado, el ejército, la propiedad privada, el comercio y la división industrial del trabajo. Alrededor de 1900, surgió el movimiento tolstoiano, que no fue fundado por él y apuntaba a una anarquismo pacifista.
En 1675, el pietista Felipe Jacobo Spener, el la obra "Pia Desideria", se refirió a la propiedad común como el ideal de una forma de vida cristiana según Hechos 2/4. En 1699, Gottfried Arnold había desarrollado este ideal, en "Unparteiische Kirchen- und Ketzer-Historie", como una crítica de la historia de la iglesia anterior. Desde entonces, los pietistas reformistas sociales como Ernst Christoph Hochmann von Hochenau y Friedrich Christoph Oetinger han considerado la comunidad original de bienes como un modelo.
En 1579, Oetinger, en la obra "Die güldene Zeit", Oetinger identificó el esperado reino milenario de Jesucristo con la idea pagana de la Edad de Oro. Él creía que el siglo XIX traería un orden social democrático en el que se abolirían el dinero, el Estado y la propiedad privada. En 1824, su obra inspiró la fundación del asentamiento pietista de Wilhelmsdorf (Wurtemberg), que fue uma comunidad de bienes.
En 1805, Johann Georg Rapp, un tejedor de Wurtemberg, influido por el pietismo, fundó, en Pensilvania (Estados Unidos): la Sociedad de la Armonía, que existió desde 1814 hasta 1824 con el nombre de «New Harmony» en Indiana y luego de nuevo en Pensilvania hasta 1916 con el nombre de «Economy». Los miembros, originalmente unos 800 y finalmente unos 150, vivían sin casarse y cedieron todos los derechos de propiedad a una junta directiva presidida por Rapp. La comuna se dividió en 1832 debido a conflictos de liderazgo y gradualmente se transformó en una cooperativa de producción, a partir de 1840.
En 1831, Joseph Smith, el fundador de la Iglesia de Jesucristo de los Santos de los Últimos Días (mormones), fundó la Orden Unida de Enoc, cuyos miembros vivían en comunidad de bienes. La orden influyó en el asentamiento de los mormones en Misuri y Utah.

### A partir de 1920
En 1920, Eberhard Arnold, inspiradoo por los socialistas religiosos y los huteritas, a los que, inicialmente, se unió, fundó la primera Comunidad Bruderhof, en Sannerz (Hesse) en 1920. Los "Bruderhof" fundaron una comunidad de bienes basada en el Sermón de la Montaña. Durante la era nacionalsocialista, fueron perseguidos por ser pacifistas y se trasladaron a barrios alternativos en el Principado de Liechtenstein, Gran Bretaña y Paraguay. Posteriormente se establecieron otras Comunidads Bruderhof en Estados Unidos y Australia.
Hans y Wally Klassen, menonitas y tolstoianos emigrados de Rusia, pertenecían a la Comunidad Bruderhof de Sannerz. En 1923, ellos fundaron un asentamiento en Sonnefeld (Alta Franconia), cuyos miembros –en su mayoría cuáqueros– practicaban la comunidad de bienes y un vegetarianismo estricto y acogían a huérfanos.
En 1943, Chiara Lubich fundó en Loreto (Marcas) una comunidad de mujeres que hacían votos de pobreza, castidad y seguimiento de Jesús en su vida cotidiana. De ahí surgió el "Movimiento de los Focolares": un movimiento laico inicialmente católico, que hoy se ha convertido en un movimiento internacional e interreligioso. Algunas de sus miembros viven solteras en pisos compartidos, ejercen profesiones ordinarias pero transfieren todos sus salarios a un fondo colectivo. Los excedentes se transfieren a un fondo central en Roma, del que se compran bienes esenciales y se distribuyen a los lugares donde se necesitan.
Después de 1945, un gran número de comunidades protestantes y ecuménicas surgieron en Europa tomando la comunidad de bienes original como modelo y, por lo tanto, viéndose a sí mismas como parte de la iglesia, no como grupos especiales (sectas) fuera de la iglesia. El hermano Roger Schutz, fundador y primer prior de la Comunidad de Taizé, introdujo una comunidad de bienes en 1949 que estaba vinculada al celibato y la estricta obediencia.
En 1961, fue fundada la Hermandad Ecuménica de Jesús, que también cultiva una forma de vida basada en Hechos 2 dentro del marco de las iglesias principales.

## Investigación
Desde el siglo XIX, la investigación del NT analiza los textos sobre la comunidad de bienes de la Iglesia primitiva, planteándose interrogantes sobre su significado en el contexto propio, las analogías contemporáneas, las referencias bíblicas, su posible forma de organización, su historicidad, su eficacia y su relevancia actual.

### Analogías antiguas
La comunidad de bienes era una utopía social muy extendida en la Antigüedad, mucho antes del cristianismo.  Desde las Historias de Heródoto (hacia el año 460 a. C.), algunos historiadores antiguos han atribuido la comunidad de bienes a pueblos primitivos del pasado que aún no conocían el dinero como medio de intercambio. Otros autores los han descrito como parte de comunidades ficticias, prehistóricas o sumergidas que habían implementado ideales éticos. Tales utopías proyectadas al pasado eran comunes en el helenismo como una contraimagen moral del presente.
A Pitágoras, en particular, se le atribuyó a menudo una sociedad filosófica ideal, que también practicaba una comunidad de bienes. Platón, en el diálogo Timeo (alrededor del 360 AC), atribuyó a Pitágoras el dicho tradicional: «Lo que pertenece a los amigos es común». Aristóteles transmitió el dicho en Ética a Nicómaco (1159b): «La propiedad de los amigos es común». Este dicho también se puede encontrar en los «Dichos de Sexto» (≈180-200), que un autor anónimo recopiló a partir de fuentes helenísticas más antiguas (principalmente platonismo y estoicismo).
Antonio Diógenes escribió sobre Pitágoras (alrededor del 200): «Pero amaba a los amigos sin medida, siendo el primero en sostener la opinión de que entre los amigos todo es común (ta ton filon koina) y el amigo es un alter ego». Jámblico de Calcis escribió en "Sobre la vida pitagórica" (c. 300): "el origen de la justicia es la comunidad, el derecho igual y un vínculo en el que todos se sienten completamente iguales como un solo cuerpo y una sola alma y designan lo mío y lo tuyo por igual [...]. Pitágoras hizo esto mejor que todos los hombres al desterrar completamente el apego a la propiedad privada de la naturaleza de sus discípulos y en cambio fortalecer el sentido de comunidad".
Muchos investigadores asumen que el autor de Hechos estaba familiarizado con la antigua idealización de los pitagóricos y que influyó en su estilo lingüístico (incluyendo koinonia , "un corazón y una alma", hapanta koina: "tenían todo en común"). Martin Hengel (1996), Gerd Theissen (2008) y otros eruditos del Nuevo Testamento asumen que el autor tomó la frase hapanta koina literalmente de la sabiduría proverbial helenística que circulaba en ese momento. Según Matthias Konradt (2006), tomó la frase de la ética de la amistad helenística. Según Niclas Forster (2007), estilizó deliberadamente los resúmenes en Hechos 2/4 siguiendo el patrón literario común de las comunidades ideales en ese momento.
La comunidad de bienes formaba parte de algunas variantes de la antigua utopía de la Edad de Oro. Autores romanos como el poeta Virgilio consideraban que esta era había comenzado con el Emperador Augusto (Eneida, 29-19 AC). Sin embargo, dejaron de lado la característica tradicional de la comunidad de bienes, aparentemente porque la realidad la contradecía demasiado claramente.
La comunidad de bienes también era conocida en el judaísmo antiguo. Algunas partes de los Manuscritos del Mar Muerto, como la Regla de la Comunidad y el Rollo de Damasco (escrito alrededor del 180 AC), describen una comunidad de "sacerdotes" del fin de los tiempos que debían renunciar a sus posesiones de acuerdo con Ez 44:28 (los sacerdotes debían ser desposeídos para vivir enteramente para Dios) al unirse a este grupo.  Estos textos contienen más paralelismos con Hechos 2/4, como el bautismo en agua como condición de admisión, un cuerpo gobernante de doce laicos y tres sacerdotes. En contraste con Hechos 2/4, enfatizan la convivencia en casas comunes, la formación de una riqueza comunitaria fija mediante el pago de salarios en un fondo común y un sistema de bienestar firmemente organizado. Se discute si el grupo descrito existió y vivió en el cercano asentamiento histórico de Qumrán.
En el siglo I, autores judíos influidos por el helenismo retrataron a los supuestos esenios como análogos a los pitagóricos. Flavio Josefo escribió:
"Desprecian la riqueza, y su sentido de comunidad es admirable; es ley que quienes se unen a la secta entregan sus propiedades a la orden, de modo que en general no prevalece entre ellos ni la pobreza ni la riqueza, sino que después de poner en común la propiedad de los individuos no hay más que una propiedad para todos como hermanos... Los administradores de la propiedad común son elegidos, y cada individuo está obligado indistintamente a servir a todos."
Filón de Alejandría escribió:
"Manifiestan su amor a los hombres por medio de la benevolencia, la igualdad... y la vida comunitaria (koinonia) [...]: En primer lugar, pues, ninguna casa es propiedad de una sola persona sin ser, de hecho, la casa de todos; pues, además de vivir juntos en hermandades..., su morada también está abierta a miembros de la misma secta que vienen de otras partes.[...] En consecuencia, tienen un tesoro común para todos y gastos comunes. La ropa es común y la comida es común; también han adoptado la costumbre de las comidas comunitarias... Compartir el mismo techo, el mismo modo de vida y la misma mesa no se realiza mejor en ningún otro lugar. Y esta es la razón de ello: todo lo que ganan como salario por su trabajo diario no lo guardan para sí mismos, sino que lo ponen a disposición de todos... para que esté a disposición común de quienes quieran servirse de ello."